# Heusden Koers 1966
De 18e editie van de Belgische wielerwedstrijd Heusden Koers werd verreden op 18 augustus 1966. De start en finish vonden plaats in Heusden. De winnaar was Jos Huysmans, gevolgd door Rik Van Looy en Bart Zoet.

## Uitslag
| Heusden Koers 1966 |              |                    |          |
| Plaats             | Naam         | Ploeg              | Tijd     |
| Winnaar            | Jos Huysmans | Mann-Grundig       | 3u20'00" |
| 2                  | Rik Van Looy | Solo-Superia       | + 15"    |
| 3                  | Bart Zoet    | Televizier-Batavus | z.t.     |

1929 · 1930-1935 · 1936 · 1937 · 1938 · 1939 · 1952 · 1953 · 1954 · 1955 · 1956 · 1957 · 1958 · 1959 · 1960 · 1961 · 1962 · 1963 · 1964 · 1965 · 1966 · 1967 · 1968 · 1969 · 1970 · 1971 · 1972 · 1973 · 1974 · 1975 · 1976 · 1977 · 1978 · 1979 · 1980 · 1981 · 1982 · 1983 · 1984 · 1985 · 1986 · 1987 · 1988 · 1989 · 1990 · 1991 · 1992 · 1993 · 1994 · 1995 · 1996 · 1997 · 1998 · 1999 · 2000 · 2001 · 2002 · 2003 · 2004 · 2005 · 2006 · 2007 · 2008 · 2009 · 2010 · 2011 · 2012 · 2013 · 2014 · 2015 · 2016 · 2017 · 2018 · 2019 · 2020 · 2021 · 2022 · 2023